# Nuri Belba
Nuri Ramiz Belba (ur. 4 lipca 1964 w Skroske) – albański ekonomista, deputowany do Zgromadzenia Albanii z ramienia Socjalistycznej Partii Albanii.

## Życiorys
Ukończył studia z zakresu rachunkowości na Wydziale Ekonomicznym Uniwersytetu w Elbasanie. Pracował jako księgowy oraz inspektor finansowy w mieście Kukës, następnie jako analityk kredytowy w Librazhdzie.
Od 1 lutego 2016 do 30 czerwca 2017 roku był wiceburmistrzem Prrenjasu.
W 2017 roku w wyniku wyborów parlamentarnych uzyskał mandat deputowanego do Zgromadzenia Albanii, gdzie reprezentował Socjalistyczną Partię Albanii. Sprawował mandat parlamentarzysty do dnia 30 czerwca 2019 roku.
30 września 2019 roku kandydował na urząd burmistrza Prrenjasu.